# Gare d'Henna
La gare d'Henna (en finnois : Hennan rautatieasema) est une gare ferroviaire située dans le village de Luhtikylä à Orimattila en Finlande.

## Situation ferroviaire
La gare de Henna est entre la gare de Mäntsälä et la gare de Lahti.

## Service des voyageurs
La gare de Henna est desservie par les trains Z.